# Файлак аш-Шам
Файлак аш-Шам (Faylaq al-Sham) — это вооружённая оппозиционная группировка, активная в Сирии. Название «Файлак аш-Шам» переводится как «Легион Шама», где «Шам» — это историческое название для Сирии. Предыстория исламистской группировки «Файлак Аль-Шам» сообщает нам о том, что была создана в 2014 году и была частью «Сирийской революционной команды», которая противостояла режиму президента Сирии Башара аль-Асада. Это можно было понять по вооружённым столкновениям асадовских и оппозиционных груп в разных городах государства. Но не стоит забывать, что организация также имела вооружённый конфликт между международной террористической организации «ИГ, (ИГИЛ)» и афиллированной до Аль-Каиды (запрещена в РФ, и в ряде других стран) Джебхат ан-Нусрой (на данный момент в составе другой экстремистко-исламистской организации «Хаят Тахрир аш-Шам», в 2016 заявила о ребрединге в «Джабхат Фатах аш-Шам» в рамках «защиты от авиаударов коалиции по её объектам»), хотя в 2015 году сирийские оппозиционные группы неоднократно заявляли о том, что будут бороться исключительно с ИГИЛом, сирийскими курдами, и правительством Асада, о конфликтах с Нусрой в сообщениях в основном не заявлялось. Флаг Файлак аль-Шама точно неизвестен, но если мы зайдём на сайт событий в Сирии, и выберем дату 6 августа 2016 года, то в зоне Алеппо мы найдем одно из пропагандистских видео данной организации, в котором флаг который они используют, похоже формой на флаг Талибана. И как все оппозиционные группы в Сирии, у Файлака аль-Шама цель — свержение «диктаторского режима Башара Асада». Но при этом про прямую поддержку США этой организации особо не наблюдается, либо об этой информации было мало источников. Но при этом США активно выступала про поддержку сирийской оппозиции, а ООН выступала против и Асада, и любых вооружённых оппозиционных группировок, в том числе Файлак аль-Шама, ИГИЛ, Аль-Нусры, и т. д. Также к этой организации есть причастность турецкой власти, так как Файлак аль-Шам участвовал в операциях Турции в Сирии. В основном аффилия этой организации относится уже к другой организации «Ахрар аль-Шаркия» (не следует путать с «Ахрар аль-Шамом»). Файлак аль-Шам также участвовал в операции «Источник мира», тогда объединение всех сирийских повстанческих группировок, которые брали участие в операциях Турции в Сирии называло себя «TFSA». Многие бригады Файлака аль-Шама были оттеснены другой исламистско-радикальной организацией «Хаят Тахрир аш-Шам», организация которая была активна сначала в Ливане (позже Хезболла эвакуировала больше 9000 боевиков в рамках договоров, (выезд был с помощью автобусов) а тогда в рамках договора Нусра должна была мирно, без вооружённых столкновений вывести окружённых воинов Хизбаллы с городов в Сирии «Аль-Фуа, Кафрая».), позже были эвакуированы под командованием Фронт аль-Нусры (заметьте, эвакуация произошла после 11 месяцев, 18 июля 2018 года).